# Fabio Gstrein
Fabio Gstrein (Sölden, 14 giugno 1997) è uno sciatore alpino austriaco.

## Biografia
Originario di Sölden e figlio di Anita Braunegger, a sua volta sciatrice alpina, Gstrein, attivo dal novembre del 2013, ha esordito in Coppa Europa il 16 gennaio 2016 a Zell am See in slalom speciale, senza qualificarsi per la seconda manche, in Coppa del Mondo il 21 gennaio 2018 a Kitzbühel nella medesima specialità, senza completare la prova, e ai Campionati mondiali a Cortina d'Ampezzo 2021, dove si è piazzato 6º nello slalom parallelo e 5º nella gara a squadre; ai Mondiali di Courchevel/Méribel 2023 si è piazzato 16º nello slalom speciale, 4º nella gara a squadre (partecipando come riserva) e non si è qualificato per la finale nel parallelo. Il 29 gennaio 2025 ha conquistato il suo primo podio in Coppa del Mondo nello slalom speciale di Schladming (3º) e ai successivi Mondiali di Saalbach-Hinterglemm 2025 è stato 11º nello slalom speciale.

## Palmarès

### Mondiali juniores
- 3 medaglie:
  - 2 argenti (gara a squadre a Åre 2017; slalom gigante a Davos 2018)
  - 1 bronzo (gara a squadre a Davos 2018)

### Coppa del Mondo
- Miglior piazzamento in classifica generale: 20º nel 2025
- 2 podi (in slalom speciale):
  - 2 terzi posti

#### Coppa del Mondo - gare a squadre
- 2 podi:
  - 2 terzi posti

### Coppa Europa
- Miglior piazzamento in classifica generale: 18º nel 2018

### South American Cup
- Miglior piazzamento in classifica generale: 15º nel 2025
- 1 podio:
  - 1 secondo posto

### Australia New Zealand Cup
- Miglior piazzamento in classifica generale: 17º nel 2020
- 3 podi:
  - 1 vittoria
  - 2 secondi posti

#### Australia New Zealand Cup - vittorie
| Data             | Località     | Paese         | Specialità |
| ---------------- | ------------ | ------------- | ---------- |
| 2 settembre 2019 | Coronet Peak | Nuova Zelanda | SL         |

Legenda:

SL = slalom speciale

### Campionati austriaci
- 5 medaglie:
  - 1 oro (slalom speciale nel 2024)
  - 2 argenti (slalom speciale nel 2017; slalom speciale nel 2023)
  - 2 bronzi (slalom gigante nel 2024; slalom gigante nel 2025)